# Kottweiler-Schwanden
Kottweiler-Schwanden é um município da Alemanha localizado no distrito de Kaiserslautern, estado da Renânia-Palatinado.
Pertence ao Verbandsgemeinde de Ramstein-Miesenbach.